# Baboszewo (przystanek kolejowy)
Baboszewo – przystanek kolejowy w Baboszewie, w województwie mazowieckim, w Polsce. Znajdują się tu 2 perony.

## Ruch pasażerski
| Rok  | Wymiana pasażerska na dobę |
| ---- | -------------------------- |
| 2017 | 0-9                        |
| 2022 | 1-19                       |